# Scelolophia crossii
Scelolophia crossii är en fjärilsart som beskrevs av George Duryea Hulst 1900. Scelolophia crossii ingår i släktet Scelolophia och familjen mätare. Inga underarter finns listade.